# Lunds nation

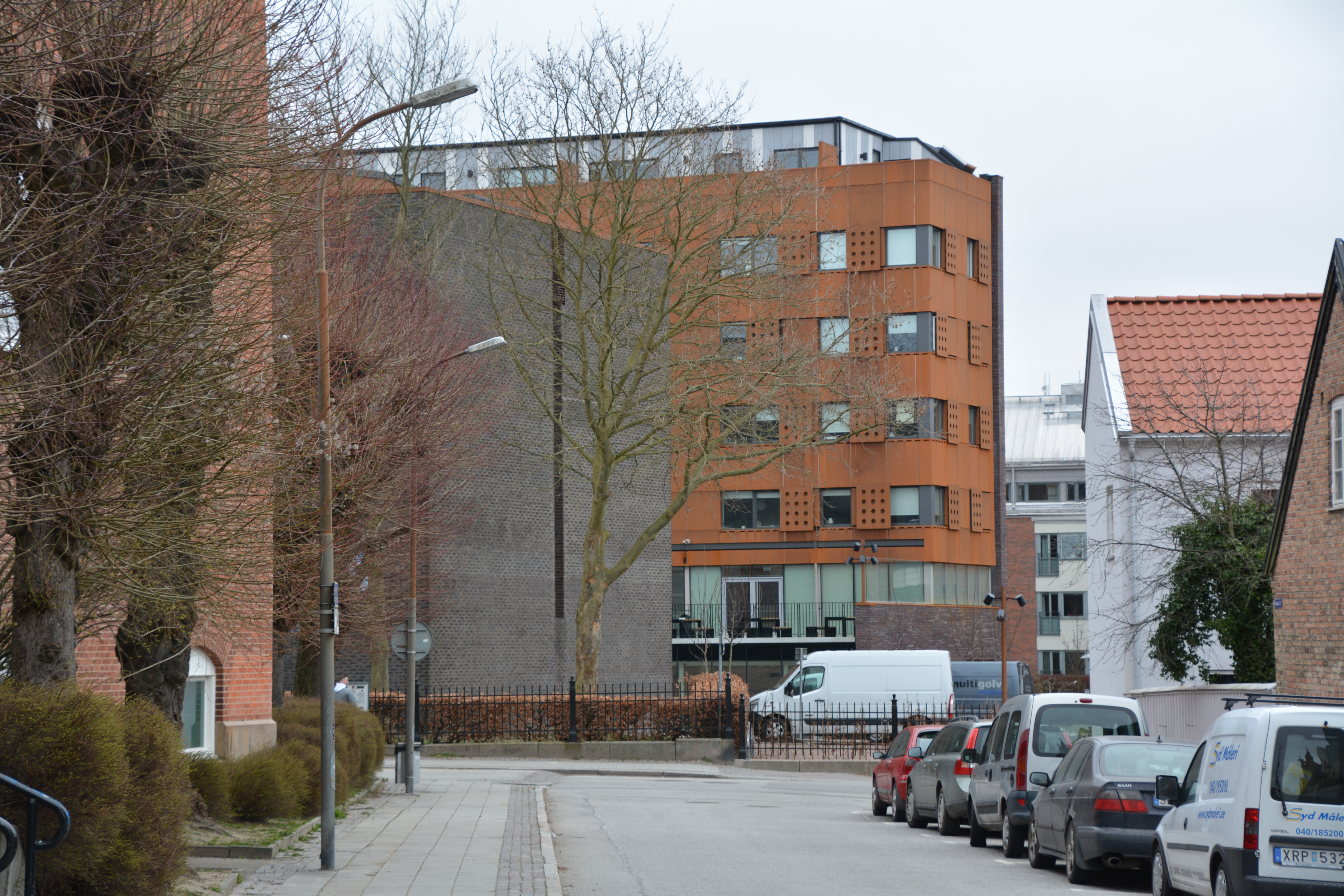
Lunds nations nya hus vid Arkivgatan

Lunds nation är en av tretton nationer vid Lunds universitet.

## Historia
Lunds nations historia börjar redan under 1600-talet, men då som en del av den Skånska nationen. Denna bildades någon gång mellan 1668 och 1674. Man vet inte exakt när, men första gången den skånska nationen omtalas är i ett protokoll daterat 30 maj 1674. Universitetet och därmed även nationerna tvingades dock under några år lägga ner sin verksamhet. Orsaken till detta var det skånska kriget som varade till 1679. Efter freden återuppstod universitetet och därmed även nationerna.
1697 ansåg man att nationen var för stor och beslöt att blekingarna skulle bilda en egen nation. I denna ingick även studenter födda i Kristianstad, förmodligen för att den Blekingska nationen annars hade blivit för liten.
1833 bestämde man sig för att dela upp den skånska nationen i 6 avdelningar: Lunds-, Lunds distrikts-, Malmö-, Landskrona/Helsingborgs-, Ystads- och Christianstads afdelning. Varje avdelning hade sin egen avdelningskurator, men man beslöt att behålla gemensam nationskurator och inspektor. 1889 sammanträdde den skånska nationen för sista gången och en delning i 5 olika nationer trädde i kraft den 1 jan 1890.
Under den första terminen som Lunds Nation hade föreningen 67 medlemmar, att jämföra med dagens drygt 4000.
1959 invigde nationen sitt bostadshus. Man hade länge tvistat om huruvida man skulle köpa en sportstuga, husbåt eller bostadshus. Efter ett antal om- och tillbyggnader står detta hus att beskåda på Agardhsgatan 1, där förutom 150 bostäder även nationens expedition och gillestugor befinner sig.
Under 2010-talet gjorde nationen en större utökning av sitt fastighetsbestånd när Landsarkivet i Lund köptes in och byggdes om till studentbostäder 2012–2014. Det nya huset som kallas Arkivet ligger på Arkivgatan 1B-D i Lund. Under 2022–2023 byggde nationen om på sin innergård vid Agardhsgatan för att få plats med fler bostäder i en ny huskropp. Bygget blev till slut klart för inflyttning 1 april 2024, där 14 "kompis-lägenheter" och två singellägenheter stod lediga för hyresgäster. Huset döptes till Finnhuset.
Verksamheten har under årens lopp förändrat sig, men består av bostäder (Lunds Nations Studentbostadshus), luncher, kafé, brunch, Penthouse (nattklubb), Stardust (jazzklubb), Finnfesten (bal), Näst Siste April (festival), Novemberfesten (festival) och andra nationsfester. Nationens årliga bal Finnfesten innehar idag rollen som Nordens näst största återkommande fracksittning efter Nobelfesten med 529 gäster, 1 mer än GA-balen.

## Vännationer
- Uplands nation, Uppsala
- Hämäläis-Osakunta, Helsingfors
- Östgöta Nation, Lund

## Bemärkta äldre kuratorer
- Nils Flensburg (1855–1926), professor i sanskrit med jämförande indoeuropeisk språkforskning. Kurator 1890–1893. (Tidigare kurator för Skånska nationens 1:a avdelning 1887–1890, innan denna och övriga avdelningar blev egna nationer 1890.)
- Carl Martin Collin (1857–1926), affärsman och boksamlare. Förste kurator 1893–1905.

## Inspektorer
Inspektor är sedan 2023 Kalle Åström, professor i matematik vid Lunds universitet. Proinspektor är Susanna Pålsson Helander, ställföreträdande chefsrådman på Lunds tingsrätt.

## Fotnoter
1. ↑  "Statistik över medlemmar" Terminsräkningsföreningen.